# Barbara Sierakowska
Barbara Sierakowska, född 1748, död 1831, var en polsk skådespelare och operasångare, aktiv 1771–1784 och 1828–1831. 
Hon var dotter till Józef Sierakowski. Hon engagerades 1771 vid familjen Sułkowskis hovteater i Rydzyna. År 1774, när prins August Kazimierz Sułkowski blev direktör för nationalteatern, Warszawa, övergick hon till denna och medverkade där till 1783. Under 1775 deltog hon som en av de mer framträdande aktörerna i skådespelarnas uppmärksammade strejk mot direktören. Hon var under denna tid en del av teaterns elit. Bland hennes roller märks Gronowiczowa i Kotek zgubiony och en roll i operan Fraskatanka, czyli Dziewczyna zalotna. Hon avslutade sin karriär 1784 och gifte sig med en förmögen köpman i Lublin. Hon återupptog sin karriär 1828 och framträdde då på scenen i Lublin. Hon var sedan populär i komedier och modersroller fram till sin död.